# Atocetus
Atocetus — вимерлий рід понтопорієвих дельфінів, знайдений у морських відкладеннях міоценового віку в Перу та Каліфорнії.

## Опис
Типовий вид, Atocetus iquensis, відомий із шарів серраваллійського віку формації Піско в Перу, тоді як A. nasalis відомий із морських відкладень тортонського віку в Каліфорнії. Барнс (1985) спочатку описав останній як вид Pithanodelphis, але врешті він був перенесений до Atocetus Муйзоном (1988). Міоценовий дельфінідан "Champsodelphis" fuchsii з морських відкладень в Австрії спочатку був умовно віднесений до Atocetus на основі відкриття часткових скелетів у Карпатському регіоні з вухами, подібними до вухових кісток Atocetus, але згодом був повторно віднесений до Kentriodon після відкриття додаткових вухових кісток з Австрії та Румунії.

## Філогенез
Хоча Atocetus та інші пітанодельфініни зазвичай відносять до Kentriodontidae, кладистичний аналіз Lambert et al. (2017) показали, що Atocetus і Pithanodelphis утворюють кладу з Tagicetus і Lophocetus, яка є не тільки філогенетично більш похідною, ніж інші кентріодонтиди, але також є філогенетично проміжною між байджі та представниками Inioidea та Phocoenidae. Однак наступний кладистичний аналіз Post et al. (2017) відновлює Atocetus як член Pontoporiidae, який включає franciscana.